# Chocobo's Dungeon 2
Chocobo's Dungeon 2 (チョコボの不思議なダンジョン2, Chocobo no Fushigina Dungeon 2) est un jeu vidéo de type dungeon crawler développé et édité par SquareSoft, sorti en 1998 sur PlayStation.

## Accueil
- GameSpot : 6,1/10[1]